# Bí thư Khu ủy Khu tự trị Nội Mông Cổ
Bí thư Khu ủy Khu tự trị Nội Mông Cổ (tiếng Trung: 中国共产党内蒙古自治区委员会书记; Hán-Việt: Trung Quốc Cộng sản Đảng Nội Mông Cổ Tự trị khu Ủy viên hội Thư ký) hay còn gọi là Bí thư Nội Mông Cổ, là lãnh đạo Khu ủy Khu tự trị Nội Mông Cổ của Đảng Cộng sản Trung Quốc. Vì Đảng Cộng sản Trung Quốc là đảng cầm quyền duy nhất tại Cộng hòa Nhân dân Trung Hoa, nên Bí thư là chức vụ cấp cao nhất tại Nội Mông Cổ.
Ủy ban Trung ương Đảng Cộng sản Trung Quốc chính thức bổ nhiệm chức Bí thư Khu ủy này dựa trên đề xuất của Bộ Tổ chức Trung ương Đảng Cộng sản Trung Quốc, sau đó được Bộ Chính trị và Ban Thường vụ phê duyệt. Bí thư cũng có thể được bổ nhiệm trong phiên họp toàn thể của Khu ủy Nội Mông Cổ, nhưng ứng cử viên phải giống với người được chính quyền trung ương phê duyệt. Bí thư lãnh đạo Ủy ban Thường vụ Khu ủy Khu tự trị Nội Mông Cổ và thường là Ủy viên Ủy ban Trung ương Đảng Cộng sản Trung Quốc. Bí thư lãnh đạo công tác của Khu ủy và Ủy ban Thường vụ. Bí thư có cấp bậc cao hơn Chủ tịch, thường giữ chức danh Phó Bí thư và theo thông lệ là người Mông Cổ. Riêng chức vụ Bí thư luôn là người Hán nắm giữ.
Bí thư hiện tại là Tôn Thiệu Sính, nhậm chức vào ngày 30 tháng 4 năm 2022.

## Bí thư Khu ủy
| Số | Hình ảnh | Tên gọi                      | Chữ Hán | Nhậm chức            | Rời chức             | Tham khảo   |
| -- | -------- | ---------------------------- | ------- | -------------------- | -------------------- | ----------- |
| 1  |          | Ô Lan Phu (1907–1988)        | 乌兰夫  | Tháng 7 năm 1947     | Tháng 8 năm 1966     | [ 1 ]       |
| 2  |          | Giải Học Cung (1916–1993)    | 解学恭  | Tháng 8 năm 1966     | 1967                 | [ 1 ]       |
| 3  |          | Đằng Hải Thanh (1909–1997)   | 滕海清  | 1968                 | 1969                 | [ 1 ]       |
| 4  |          | Trịnh Duy Sơn (1915–2000)    | 郑维山  | 1969                 | Tháng 5 năm 1971     | [ 1 ]       |
| 5  |          | Vưu Thái Trung (1918–1998)   | 尤太忠  | Tháng 5 năm 1971     | Tháng 10 năm 1978    | [ 1 ]       |
| 6  |          | Chu Huệ (1918–2004)          | 周惠    | Tháng 10 năm 1978    | Tháng 3 năm 1986     | [ 1 ]       |
| 7  |          | Trương Thự Quang (1920–2002) | 张曙光  | Tháng 3 năm 1986     | Tháng 8 năm 1987     | [ 1 ]       |
| 8  |          | Vương Quần (1926–2017)       | 王群    | Tháng 8 năm 1987     | Tháng 8 năm 1994     | [ 2 ]       |
| 9  |          | Lưu Minh Tổ (1936–2022)      | 刘明祖  | Tháng 8 năm 1994     | 15 tháng 8 năm 2001  | [ 3 ] [ 4 ] |
| 10 |          | Trữ Ba (sinh 1944)           | 储波    | 15 tháng 8 năm 2001  | 30 tháng 11 năm 2009 | [ 5 ]       |
| 11 |          | Hồ Xuân Hoa (sinh 1963)      | 胡春华  | 30 tháng 11 năm 2009 | 18 tháng 12 năm 2012 | [ 6 ] [ 5 ] |
| 12 |          | Vương Quân (sinh 1952)       | 王君    | 18 tháng 12 năm 2012 | 29 tháng 8 năm 2016  | [ 7 ]       |
| 13 |          | Lý Kỷ Hằng (sinh 1957)       | 李纪恒  | 29 tháng 8 năm 2016  | 25 tháng 10 năm 2019 | [ 8 ]       |
| 14 |          | Thạch Thái Phong (sinh 1956) | 石泰峰  | 25 tháng 10 năm 2019 | 30 tháng 4 năm 2022  | [ 9 ]       |
| 15 |          | Tôn Thiệu Sính (sinh 1960)   | 孙绍骋  | 30 tháng 4 năm 2022  | Đương nhiệm          | [ 10 ]      |